# Once Upon a Time in Wonderland
Once Upon a Time in Wonderland – amerykański serial telewizyjny fantastyczno-dramatyczny, wyprodukowany przez scenarzystów Edwarda Kitsisa i Adama Horowitza, twórców Zagubieni oraz Tron: Dziedzictwo. Serialem–matką tej produkcji jest Dawno, dawno temu, skupiające się na znanych postaciach z innych baśni lub bajek dla dzieci. Once Upon a Time in Wonderland było skoncentrowane na Kranie Czarów.

## Fabuła
W wiktoriańskim Londynie, młoda i piękna Alicja opowiada historię o nowym, dziwnym lądzie, który istnieje po drugiej stronie króliczej nory, niewidzialnym kocie, palącej i mówiącej gąsienicy, grających oraz mówiących kartach, a także innych fantastycznych rzeczach, które widziała w ciągu swej przygody. Sądząc, że jest nienormalna, jej doktorzy przygotowali dla niej terapię, dzięki której zapomni o tym wszystkim. Alicja zgodziła się na ten krok, zwłaszcza by wymazać bolesne wspomnienia, dotyczące Cyrusa, dżina, w którym się zakochała i którego straciła. W głębi serca wiedziała, że ta kraina istnieje. Na kilka minut przed zabiegiem, w celi pojawił się sarkastyczny Walet Kier z zabieganym Białym Królikiem, by uratować ją od najgorszego. Wiedząc od Waleta o tym, że Cyrus żyje, decyduje się go odnaleźć, nawet wbrew intrygom Czerwonej Królowej i Jafara, który więzi Cyrusa.
Ponadto, obowiązują trzy zasady magiczne, w których nie można:
- ożywiać zmarłych,
- zmusić kogoś do pokochania innych
- oraz zmienić przeszłości.

## Obsada

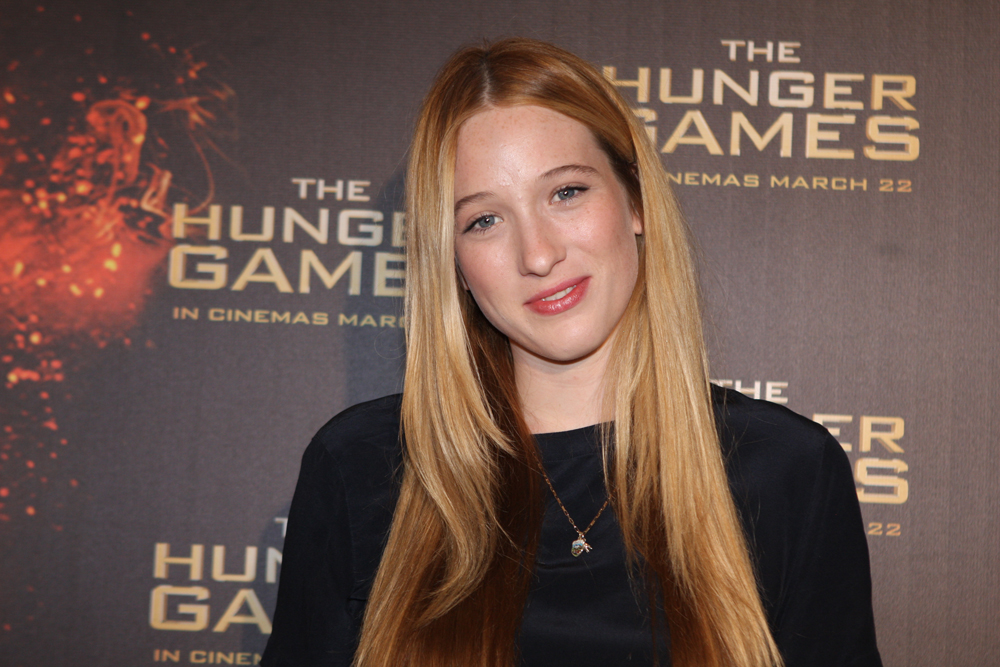
Sophie Lowe
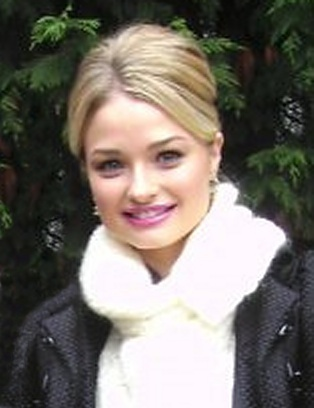
Emma Rigby
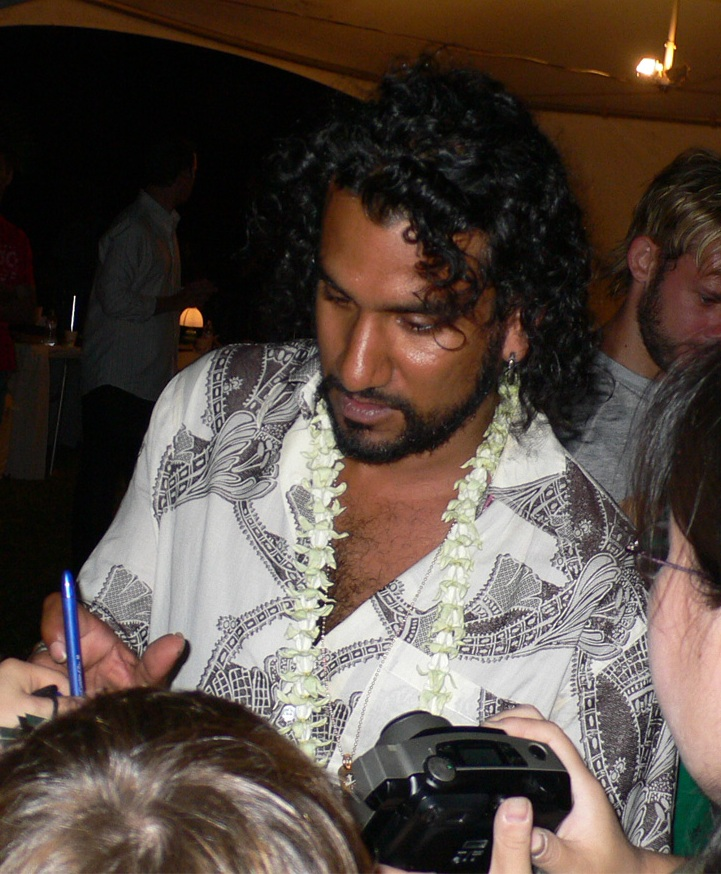
Naveen Andrews
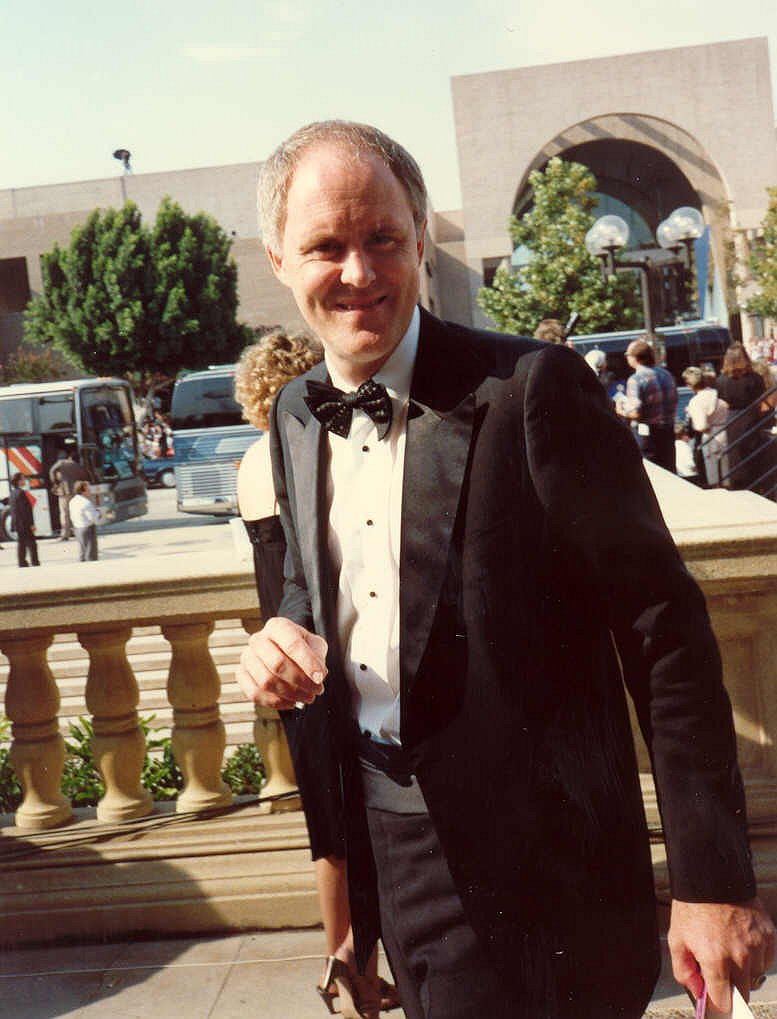
John Lithgow

### Główna
- Sophie Lowe – Alicja
- Michael Socha – Will Scarlet/Walet Kier
- Peter Gadiot – dżin Cyrus
- Emma Rigby – Anastazja/Czerwona Królowa
- Naveen Andrews – Jafar
- John Lithgow – Percy, czyli głos Białego Królika

### Drugoplanowa
- Brian George – sułtan Agrabahu i ojciec Jafara
- Iggy Pop – głos Gąsienicy[1]
- Ben Cotton – Tweedledum, służący Czerwonej Królowej i brat Tweedledee
- Matty Finochio – Tweedledee, służący Czerwonej Królowej i ścięty za kolaborację z Jafarem

### Gościnna
- Jessy Schram – Kopciuszek/Ashley Boyd, przyrodnia siostra Anastazji (odc. 1x01)
- Lee Arenberg – krasnoludek Gburek/Leroy (odc. 1x01)
- Keith David – głos Kota z Cheshire[2] (odc. 1x01)
- Shaun Smyth – Edwin, ojciec Alicji (odc. 1x01, 1x06, 1x07 i 1x13)
- Jonny Coyne – Dr Lydgate, były terapeuta Alicji (odc. 1x01 i 1x06)
- Millie Bobby Brown – młoda Alicja (odc. 1x01 i 1x05)
- Jordana Largy – wróżka Mgiełka (odc. 1x02)
- Sean Maguire – Robin Hood (odc. 1x03)
- Jason Burkart – Mały John (odc. 1x03)
- Kristin Bauer van Straten – głos Maleficent (odc. 1x03)
- Zuleikha Robinson – Amara, nauczycielka magii Jafara (odc. 1x04, 1x10, 1x12 I 1x13)
- Lauren McKnight – Elizabeth „Lizard”, kompan Alicji i Willa (odc. 1x04, 1x09[3] i 1x10)
- Anthony Keyvan – młody Jafar (odc. 1x04 i 1x07)
- Sarah-Jane Redmond – matka Anastazji/Czerwonej Królowej (odc. 1x05)
- Garwin Sanford – Czerwony Król, mąż Anastazji (odc. 1x05)
- Kylie Rogers – Millie, przyrodnia siostra Alicji (odc. 1x06 i 1x13)
- Heather Doerksen – Sarah, macocha Alicji (odc. 1x06, 1x07 i 1x13)
- Amir Arison – młody sułtan Agrabahu (odc. 1x07)
- Rekha Sharma – Ulina, zmarła matka Jafara (odc. 1x07)
- Daniel Zolghadri – młody Mirza, przyrodni młodszy brat Jafara oraz prawowity następca tronu (odc. 1x07)
- Michael Sangha – dorosły Mirza, zmarły przyrodni brat Jafara (odc. 1x07)
- Whoopi Goldberg – głos żony Białego Królika[4] (odc. 1x08 i 1x13)
- Leah Gibson – Nyx, strażniczka Studni Cudów (odc. 1x10 i 1x13)
- Benjamin Wilinson − Biały Rycerz (odc. 1x10 i 1x13)
- Dejan Loyola – Rafi, brat Cyrusa[5] (odc. 1x10, 1x12 i 1x13)
- Raza Jaffrey – Taj, brat Cyrusa (odc. 1x10, 1x12 i 1x13)
- Peta Sergeant – Jabberwocky (odc. 1x09 − 1x13)
- Barbara Hershey – Cora/Królowa Kier[6][7] (odc. 1x11)
- Amelia Wilkinson – córka Alicji oraz Cyrusa (odc. 1x13)

## Produkcja
W lutym 2013 roku Kitsis i Horowitz, wraz z producentami Zackiem Estrinem i Jane Espenson, ogłosili zamiar wydania spin-offu, którego akcja miałaby skupiać się na Krainie Czarów, znanej z powieści napisanych przez pisarza Lewisa Carrolla. Serial będzie zawierał nowe postacie, takie jak „Amahl, opisany jako egzotyczny, pełen ducha optymista; Walet, sarkastyczny wielbiciel przygód oraz samotnik, człowiek akcji i łamacz kobiecych serc”. 28 marca ogłoszono, że Sophie Lowe otrzymała rolę Alicji. Peter Gadiot zagra jej miłość, Cyrusa, który ma „przeszłość”. Michael Socha został obsadzony w roli Waleta Kier. Barbara Hershey, która grała w Dawno, dawno temu postać Cory, Królowej Kier, pojawi się również w tej produkcji, w tej samej roli. W kwietniu 2013, Paul Reubens przeszedł casting do roli Białego Królika, natomiast Emma Rigby otrzymała rolę Czerwonej Królowej.
10 maja 2013 roku ABC ogłosiło zielone światło dla spin-offu oraz to, że John Lithgow zastąpi Reubensa jako głos Białego Królika. 14 maja ABC dodało, że serial będzie emitowany w czwartki, decydując się na nie robienie z niego „zapełniacza” serialu-matki. Pierwotnie został zamówiony standardowy, 13-odcinkowy sezon, ale pod koniec czerwca stacja ABC zamówiła nieokreśloną ilość dodatkowych epizodów, ponieważ kreatorzy Kitsis i Horowitz mieli już zaplanowany cały pierwszy sezon. „Chcieliśmy opowiedzieć historię bez zamartwiania się o to, jak rozciągnąć ją na pięć lat”, powiedział Edward Kitsis. „Nie oznacza to 22-epizodycznej serii. Na czymkolwiek to stanie, my opowiemy całą opowieść...”.
Jednakże w sierpniu, na letnim zjeździe Stowarzyszenia Krytyków Telewizji, że w przeciwieństwie do poprzedniej nowiny, tylko 13 odcinków zostało zamówionych. Kitsis i Horowitz odpowiedzieli „Pomimo że wielu rozentuzjazmowaliśmy tą serią, to co chcemy zrobić to opowiedzieć rodzaj pełnej opowieści z początkiem, środkiem i końcem” i dodał „jeśli dobrze pójdzie [i] ludziom się to spodoba, mamy nadzieję powrócić i opowiedzieć inną przygodę z tą obsadą”. Na Comic-Con 2013 ogłoszono, że była gwiazda serialu Zagubieni, Naveen Andrews, dołączy do obsady serialu jako złoczyńca Jafar. Ponadto Keith David i Iggy Pop dołączyli do obsady jako kolejno: kot z Chesire i Gąsienica. Iggy Pop zastąpił Rogera Daltrey, który jako pierwszy podkładał głos Gąsiency w siedemnastym odcinku pierwszego sezonu Dawno, dawno temu.

## Spis odcinków
| 1 | 1  | Down the Rabbit Hole       | Cyrus i Alicja           | Ralph Hemecker                | Edward Kitsis Adam Horowitz Zack Estrin i Jane Espenson | 10 października 2013 |
| Opowieści Alicji dotyczące jej przygód w Krainie Czarów zmusiły jej ojca, Edwina, do wysłania córki do szpitala psychiatrycznego. Tam miała zostać poddana lobotomii, która usunęła by te wszystkie wspomnienia, ale Walet Kier pojawił się w placówce wraz z Białym Królikiem. Mieli ją uratować i powiedział on jej, że prawdziwa miłość Alicji, dżin Cyrus, wciąż żyje. Alicja udała się w wędrówkę by go odnaleźć a Czerwona Królowa i Jafar zaczęli knuć intrygę przeciwko niej. W retrospekcjach, Alicja i dżin Cyrus poznali się w labiryncie Czerwonej Królowej, lecz wkrótce zostali rozdzieleni, gdy Czerwona Królowa zrzuciła Cyrusa do Gotującego się Morza. |    |                            |                          |                               |                                                         |                      |
| 1 | 3  | Forget Me Not              | Anastazja i Will         | David Solomon                 | Richard Hatem                                           | 24 października 2013 |
| Po zdobyciu butelki, Czerwona Królowa wysłała potwora Brutwiela po Alicję by wypowiedziała trzy życzenia. Alicja i Walet udali się za to do domu Grendela w Szepczącym Lesie by zdobyć Niezaposupeł. Dzięki temu mogliby się dowiedzieć, gdzie jest butla Cyrusa zanim zdobył by ją Jafar. W retrospekcjach, Walet był kiedyś Willem Scarlett i członkiem „wesołej kompanii” Robin Hooda. Jego miłością była też Anastazja, która teraz była znana jako Czerwona Królowa. |    |                            |                          |                               |                                                         |                      |
| 1 | 4  | The Serpent                | Jafar i Amara            | Ralph Hemecker                | Jan Nash                                                | 7 listopada 2013     |
| Walet Kier został porwany przez Czerwoną Królową (w imieniu Jafara) po tym jak uratowała go przed Łowcami Głów Gąsienicy. Jafar chciał go publicznie pozbawić głowy by pokazać mieszkańcom Krainy Czarów co czeka ich za współpracę z Alicją. Dziewczyna zaprzyjaźniła się z jednym z łowców o pseudonimie „Lizard”, która pomogła Alicji w uratowaniu Waleta. W tym czasie, Czerwona Królowa była niechętna zabiciu Waleta odkąd ona nadal go kochała. W retrospekcjach, Jafar nauczył się magii od innej czarodziejki, Amary i ujawnili oni po co są im potrzebne trzy dżiny. |    |                            |                          |                               |                                                         |                      |
| 1 | 5  | Heart of Stone             | Anastazja i Will         | Katie Wech                    | Jan Nash                                                | 14 listopada 2013    |
| Biały Królik został zmuszony do współpracy z Jafarem a Czerwona Królowa dobiła targu z Alicją by ta druga, posiadająca czyste serce, zdobyła specjalny magiczny proszek. W retrospekcjach, Will Scarlett i Anastazja wskoczyli przez Magiczne Lustereczko Maleficent do Krainy Czarów, ale nie znaleźli tam cudownego życia. Anastazja zawarła umowę z Czerwonym Królem i została jego żoną, porzucając Willa. |    |                            |                          |                               |                                                         |                      |
| 1 | 6  | Who’s Alice?               | Alicja                   | Ron Underwood                 | Jerome Schwartz                                         | 21 listopada 2013    |
| W trakcie podróży przez Czarny Las by połączyć się z Cyrusem, który niedawno sam uciekł z lochu Jafara, Alicja trafiła do Gaju Boro. Tam zaczęła tracić pamięć o ukochanym i zamieniać się w drzewo. Walet Kier chciał ją stamtąd wyrwać. Podczas gdy Cyrus unikał Czerwonej Królowej, Jafar dobił do Wiktoriańskiej Anglii z Białym Królikiem. Tam spotkał się z terapeutą Alicji i chciał się dowiedzieć od niego o osobach na których zależy dziewczynie. W retrospekcjach, Alicja pojawiła się w swoim domu po tym jak widziała „śmierć” Cyrusa. dowiedziała się, że ma przyrodnią siostrę Millie i macochę o imieniu Sarah. To ona wymusiła na mężu by posłał własną córkę do szpitala psychiatrycznego. |    |                            |                          |                               |                                                         |                      |
| 1 | 7  | Bad Blood                  | Jafar                    | Ciaran Donnelly               | Jane Espenson                                           | 5 grudnia 2013       |
| Alicja i Walet opracowali plan mający na celu połączenie się z wciąż uciekającym Cyrusem. Tymczasem Jafar sprowadził ojca Alicji − Edwina − do Krainy Czarów i podszył się pod niego by w ten sposób zmusić Alicję do użycia drugiego życzenia. W retrospekcjach, stary więzień był niegdyś sułtanem Agrabahu. Nie chciał uznać swojego faktycznego ojcostwa wobec Jafara, co zmieniło jego syna w złoczyńcę. |    |                            |                          |                               |                                                         |                      |
| 1 | 8  | Home aux1 = Cyrus i Alicja | Romeo Tirone             | Edward Kitsis i Adam Horowitz | 12 grudnia 2013                                         |                      |
| Alicja zaplanowała potkać się z Cyrusem w Outlands. Chciała też dowiedzieć się od Białego Królika o jego powiązaniach z Czerwoną Królową, co łączyło się z jego rodziną. Tymczasem rozdźwięk między Jafarem a Czerwoną Królową osiągnął punkt krytyczny. Will, z pomocą życzenia, które Alicja mu obiecała, zażądał by Alicja przestała cierpieć. Cyrus stał się wolny, lecz Walet stał się nowym dżinem. W retrospekcjach, Cyrus i Alicja razem podróżowali. Po jednej z potyczek, Alicja została ranna i dzięki radzie od Królika, Cyrus dobił targu z Gąsienicą. Ten, w zamian za kompas Cyrusa, dał dżinowi niewidzialny namiot w którym Alicja mogła być bezpieczna. |    |                            |                          |                               |                                                         |                      |
| 1 | 9  | Nothing to Fear            | -                        | Michael Slovis                | Richard Hatem i Jen Kao                                 | 6 marca 2014         |
| Cyrus z Alicją zostali zmuszeni do współpracy z Czerwoną Królową by odnaleźć Waleta i obronić się przed Jafarem. Elizabeth „Lizard” znalazła pierwsza Waleta, ale zmarła, po wypowiedzeniu swego trzeciego życzenia. Cyrus i Alicja zaręczyli się, Czerwona Królowa znalazła dżina a Jafar uwolnił potwora żywiącego się strachem, Jabberwocky. |    |                            |                          |                               |                                                         |                      |
| 1 | 10 | Dirty Little Secrets       | Cyrus, Taj, Rafi i Amara | Alex Zakrzewski               | Adam Nussdorf i Rina Mimoun                             | 13 marca 2014        |
| Czerwona Królowa i Walet zostali zmuszeni do skonfrontowania się z Jabberwocky. Alicja i Cyrus udali się za to do Studni Cudów. W retrospekcjach, Cyrus przypomniał sobie, że uratowanie matki, doprowadziło do zmiany jego oraz jego braci w dżinów. |    |                            |                          |                               |                                                         |                      |
| 1 | 11 | Heart of the Matter        | Anastazja, Will i Cora   | David Boyd                    | Jenny Kao i Katie Wech                                  | 20 marca 2014        |
| Tweedledum, dany służący Czerwonej Królowej powiedział Cyrusowi i Alicji o uwolnieniu Jabberwocky i uwięzieniu Anastazji z Willem, co doprowadziło do zmiany ich priorytetów. Jafar żądał odpowiedzi od Królowej dlaczego Walet jako dżina nie działa tak jak powinien. Jabberwocky dała mu odpowiedź. Cyrus i Alicja udali się do Storybrooke po serce Waleta. Stracili je, ale dowiedzieli się, że laska Jafara może być matką Cyrusa. Walet odzyskał serce, ale Jafar zabił jego ukochaną. W retrospekcjach, w przeddzień ślubu Anastazji z Czerwonym Królem, przyszła monarchini nawiązała przyjaźń z Corą, czyli Królową Kier. Ona też nauczyła Anastazję magii i zmierzyła się z Willem, któremu wyrwała serce, na jego żądanie. |    |                            |                          |                               |                                                         |                      |
| 1 | 12 | To Catch a Thief           | Alicja i Will            | Billy Gierhart                | Adam Nussdorf i Jerome Schwartz                         | 27 marca 2014        |
| Walet próbował ukraść Cyrusowi i Alicji laskę Jafara by odzyskać żywą Anastazję. Wrócił po rozum do głowy i oddał ją. Jabberwocky sprzymierzyła się z Waletem, Cyrusem i Alicją by pokonać czarownika i odzyskać wolność. Z jej pomocą, Amara i Jafar mogli się zmierzyć, co skończyło się śmiercią Cyrusa. W retrospekcjach, Will jako Walet Kier, będąc bezwzględnie posłusznym Królowej Kier, miał za zadanie zabić Alicję, ale ta odzyskała dla niego jego serce. |    |                            |                          |                               |                                                         |                      |
| 1 | 13 | And They Lived...          | -                        | Kari Skogland                 | Edward Kitsis, Adam Horowitz i Zack Estrin              | 3 kwietnia 2014      |
| Jafar i Amara złamali trzy prawa magii. Amara z Cyrusem i Alicją uciekli do domu Królika, gdzie ona go ożywiła. Następnie się rozdzielili. Matka z synem udali się Studni Cudów, by ona mogła się poświęcić na rzecz złamania klątwy dżinów. Alicja zebrała natomiast armię by odbić Krainę Czarów, ale uległa ona wojsku umarlaków, wskrzeszonemu przez Jafara. Czarnoksiężnik zmusił ojca by go pokochał a następnie zabił go przez utopienie. Ożywił też Anastazję, ale teraz jako jego ukochaną. W końcu też dowiedział się dokąd zmierzali Cyrus i Amara. Zanim tam się udał, uwięził Jabberwocky w lochach pałacu, za pomocą tej samej klingi, dzięki której potwór był uwięziony wcześniej. Klątwa ciążąca na Anastazji została złamana przez Waleta a Alicja przeniosła się do Studni z pomocą Królika. Jafar uśmiercił Amarę, lecz sam ukradł wodę ze Studni przez co został zmieniony w dżina. Jego butelka zniknęła, bracia Cyrusa i Walet stali się wolni, ale Anastazja ponownie zmarła. Dopiero woda, podarowana przez strażniczkę, ze Studni ją ożywiła. Alicja i Cyrus pobrali się w jej domu, w towarzystwie Anastazji, Waleta, Tweedledum, Sary, Edwina, Millie, Taja, Rafiego i żony Królika. Percy (Biały Królik) udzielił im ślubu. Goście wrócili do Krainy Czarów, gdzie Walet i Anastazja stali się Białym Królem oraz Białą Królową. Cyrus i Alicja doczekali się natomiast córki. |    |                            |                          |                               |                                                         |                      |